# День Интернета
Международный День Интернета пытались ввести несколько раз в разные даты, но ни одна из них так и не стала традиционной.

## Дата

### 4 апреля
Международный день Интернета празднуется 4 апреля — в день преставления (смерти) святого Исидора Севильского, покровителя учеников и студентов, создавшего первую в истории энциклопедию «Etymologiae» в 20 томах. Также дата 4.04 очень похожа на ошибку HTTP 404. 
В 1998 году католическая церковь признала всемирную сеть сокровищницей человеческого знания.
В 1999 году были представлены кандидаты на должность покровителя Интернета — Святой Исидор, святая Текла и святой Педро Регаладо. Ватикан достаточно долго выбирал между кандидатами и только в 2000 году начал склоняться к мнению, что лучшим покровителем Сети будет святой Исидор. Исидор Севильский стал временным покровителем.
Аргументируя своё решение назначить именно этого святого покровителем Интернета, Иоанн Павел II сказал, что Интернет — это и есть своего рода энциклопедия человеческих знаний. Кроме того, именно Исидор Севильский впервые применил в своём труде систему перекрёстных ссылок, отдалённо напоминающую гиперссылки, используемые в Сети.
В начале февраля 2001 года появилась информация (со ссылкой на голландского епископа Антоона Хуркманса) о том, что святым покровителем пользователей Сети Папа Римский Иоанн Павел Второй избрал святого Исидора Севильского. Рассматривались кандидатуры святой Риты Каскийской, отца Пия, апостола Филиппа и даже архангела Гавриила. Однако официально это решение так и не было оглашено. Более того, Ватикан объявил о выдвижении ещё одной кандидатуры на должность святого покровителя Интернета — святого мученика Тита Брандзмы, убитого нацистами в 1942 году в концлагере Дахау.
В 2002 году с благословения римско-католической церкви в Интернете был открыт сайт www.santibeati.it, где каждый мог проголосовать за того или иного претендента на пост покровителя Интернета. Результаты голосования — первая «шестёрка» святых, а также все предложенные имена — должны были быть переданы в Ватикан. Вместе с этим сообщалось, что папский престол пока хранил молчание по поводу самой идеи назначить покровителя всемирной сети, официально инициатива никак не комментировалась и не подтверждались сообщения, согласно которым святой уже выбран.

### 2 сентября
2 сентября 1969 года также считается днём рождения Интернета. Калифорнийский университет в Лос-Анджелесе и Стэнфордский исследовательский институт смогли провести первый сеанс передачи данных с одного компьютера на другой. Затем к этой сети были подключены ещё два компьютера. Была проведена тестовая передача данных между четырьмя компьютерами сети ARPANET.

### 17 мая
17 мая 1991 года — ещё один День рождения Интернета. До этого дня существовала электронная почта, новостные рассылки и перекачка файлов. А 17 мая 1991 года был утверждён стандарт для страниц WWW (англ. World Wide Web.

## По странам

### Россия
7 апреля 1994 года —  международный сетевой центр InterNIC официально зарегистрировал национальный домен верхнего уровня .ru для Российской Федерации. Администратором домена стало созданное при КИАЭ учреждение РосНИИРОС.
В 1998 году компания IT Infoart Stars предложила назначить 30 сентября «Днём Интернета». Впервые российский День Интернета отметили в московском «Президент-отеле» с участием двухсот человек, в число которых входили представители крупных провайдеров, компьютерных фирм и информационных агентств. Собравшиеся оценили аудиторию  Рунета в миллион человек. Предложение о введении праздника поддержали некоторые представители отрасли (Cisco Systems, Sun Microsystems, Tops, Hewlett-Packard, «Макомнет», «Ростелеком» и др.).
Впоследствии понятие «День Рунета» стало употребляться в основном применительно к 7 апреля, поскольку в этот день в 1994 году в международной базе данных национальных доменов верхнего уровня появилась запись о домене .ru. В 2021 году ВГТРК, сообщая о 27-летии Рунета, указала, что к этому времени «население Рунета» составило «более трёх четвертей россиян» — более 78 % жителей России, или 95 с лишним миллионов человек.

### Узбекистан
29 апреля узнетчики отмечают день рождения Узнета, именно в этот день в 1995 году был создан домен .uz.

### Украина
На Украине День Интернета празднуется 14 декабря.